# Papagomys
Papagomys (Sody, 1941) è un genere di Roditori della famiglia dei Muridi.

## Descrizione

### Dimensioni
Al genere Papagomys appartengono roditori di grandi dimensioni, con lunghezza della testa e del corpo tra 410 e 450 mm e la lunghezza della coda tra 330 e 370 mm.

### Caratteristiche craniche e dentarie
Il cranio è lungo e sottile. Le arcate zigomatiche sono ben sviluppate. La bolla timpanica è moderatamente grande. Gli incisivi superiori sono possenti.
Sono caratterizzati dalla seguente formula dentaria:

### Aspetto
Il corpo è robusto, adattato alla vita terricola. La pelliccia è folta e ruvida, cosparsa particolarmente sul dorso di peli spinosi. Le vibrisse sono lunghe fino a 120 mm e sono nere. Le orecchie sono piccole e rotonde. Le zampe anteriori sono corte e larghe. I piedi sono lunghi e sottili. Tutte le dita, eccetto il pollice ridotto ad un tubercolo e con un'unghia appiattita, sono munite di artigli lunghi e robusti. La coda è più corta della testa e del corpo. Sono presenti 6-7 anelli di scaglie per centimetro, ogni scaglia è corredata di tre peli.

## Distribuzione
Questo genere è endemico dell'Isola di Flores.

## Tassonomia
Il genere comprende 2 specie.
- Papagomys armandvillei
- Papagomys theodorverhoeveni †